# Juan Antonio Corbalán
Juan Antonio Corbalán, né le 3 août 1954 à Madrid, est un ancien joueur de basket-ball espagnol, évoluant au poste de meneur.

## Biographie
Considéré comme le meilleur meneur évoluant en Europe à son époque, il se forge un formidable palmarès avec son club du Real Madrid, remportant tous les trophées possibles dont trois Coupe des clubs champions, une Coupe Korać, Coupe des coupes et douze titres de Champion d'Espagne.
Sur le plan international, il obtient, avec l'Équipe d'Espagne des Juan Antonio San Epifanio,Solozábal, Fernando Martín Espina.., la médaille d'argent à l'Eurobasket 1983 de Nantes mais surtout la médaille d'argent aux Jeux olympiques de 1984 de Los Angeles.

## Club
- Real Madrid

## Palmarès

### Club
compétitions internationales 
- Coupe des clubs champions 1974, 1978, 1980
- Finale de la Coupe des clubs champions 1975, 1976, 1985
- Coupe Korać 1988
- Coupe des coupes 1984
- Coupe intercontinentale des clubs 1976, 1977, 1978
- Mondial des clubs 1981

 compétitions nationales 
- Champion d'Espagne: 1972, 1973, 1974, 1975, 1976, 1977, 1979, 1980, 1982, 1984, 1985, 1986
- Coupe du Roi: 1972, 1973, 1974, 1975, 1977, 1985, 1986

### Sélection nationale
- Jeux olympiques d'été
  -  Médaille d'argent des Jeux olympiques 1984 de Los Angeles
- Championnat d'Europe de basket-ball
  -  Médaille d'argent du Championnat d'Europe 1983 à Nantes
- autres
  - 177 sélections en Équipe d'Espagne